# Petrus Johannes Schotel
Petrus Johannes Schotel (Dordrecht, 1808. november 11.  –  Drezda, 1865. július 23.) holland festőművész, rajzoló, lenyomatkészítő. Elsősorban tengeri jeleneteket, tájakat ábrázoló festményeiről híres.

## Életútja
Apja, Johannes Christiaan Schotel szintén festő volt. Az ő stílusában alkotott. Évekig a medembliki tengerészeti iskolában dolgozott rajztanárként. Lánytestvére, Christina Petronella Schotel valamint saját lánya, Petronella Elisabeth Schotel is festőművészek lettek. Mindketten csendéleteket festettek. Petrus Johannes Schotel hírnevét tengeri témájú festményeinek köszönheti. Számos festménye foglalkozik tengeri viharral, halászokkal, de tengeri csatákat is megfestett. 1833-ban a holland Királyi Akadémia (hollandul: Koninklijke Academie) tagja lett. Dolgozott Franciaországban, Németországban és Belgiumban is. Művei láthatók többek között az amszterdami Rijksmuseumban valamint a haarlemi Teylers Múzeumban is.